# Uvaria amplexicaulis
Uvaria amplexicaulis är en kirimojaväxtart som beskrevs av Friedrich Ludwig Diels. Uvaria amplexicaulis ingår i släktet Uvaria och familjen kirimojaväxter. Inga underarter finns listade i Catalogue of Life.